# Ziou
Ziou è un dipartimento del Burkina Faso classificato come comune, situato nella Provincia di Nahouri, facente parte della Regione del Centro-Sud.
Il dipartimento si compone del capoluogo e di altri 25 villaggi: Allobiga, Bonga, Bossia, Dindirgou, Doné, Goû, Guelwongo I, Guelwongo II, Idénia-Tanga, Kanabissi-Sanga, Narguia, Nimbrongo, Pingou, Poussi, Tampelga, Tamissougou, Tamsabliga, Tintéka, Tomabissi, Tounkini, Yelbissi, Yorgo, Youka, Zancé e Zanci.